# Pôncio Monteiro
Pôncio Monteiro (1940 - 21 de Dezembro de 2010) foi um dirigente e comentador desportivo português, membro do Conselho Superior do Futebol Clube do Porto e vice-presidente da Federação Portuguesa de Futebol.